# Harper Woods
Harper Woods – miasto w Stanach Zjednoczonych, w stanie Michigan, w hrabstwie Wayne.